# April Phumo
April Phumo (Johannesburg, 1º aprile 1937 – Bloemfontein, 27 novembre 2011) è stato un allenatore di calcio sudafricano.

## Carriera
Ha guidato la Nazionale sudafricana alla Coppa d'Africa 2004.